# 二氯化钛
二氯化钛是一种化合物，化学式 TiCl2。由于其高反应性，二氯化钛的性质仍未深入理解。 Ti(II)离子是一个强还原剂，对氧有很大的亲和力，可把水还原成 H2。 二氯化钛一般是由TiCl3在 500 °C 歧化而成。副产物TiCl4可以以其挥发性分离:
2 TiCl3 → TiCl2 + TiCl4
这种方法类似于VCl3歧化成VCl2和VCl4的反应。
TiCl2 有着CdI2结构。 Ti(II) 离子以八面体型结构连接着六个氯离子。